# Третья смена (телесериал)
«Третья смена» (англ. Third Watch) — американский драматический телевизионный сериал, который транслировался на NBC с 1999 по 2005 год, насчитывая в общей сложности 132 эпизода, разделённых на шесть сезонов. Сериал был создан Джоном Уэллсом, шоураннером медицинской драмы NBC «Скорая помощь», и бывшим полицейским Эдвардом Алленом Бернеро.

## Сюжет
Сериал с актёрским ансамблем рассказывал о жизни сотрудников вымышленного отдела полиции Нью-Йорка, а также пожарных и парамедиков из пожарной части Нью-Йорка, которые работают с трех до одиннадцати часов вечера. Проект полностью был снят в Нью-Йорке. После терактов 11 сентября 2001 года сериал выпустил эпизод «In Their Own Words», показанный 15 октября 2001 года, в котором реальные полицейские и пожарные давали интервью о событиях. Эпизод в следующем году получил премию Пибоди.
В период своей трансляции сериал собирал относительно стабильную, но небольшую аудиторию, ежегодно оставаясь позади Топ 30 самых рейтинговых программ года. В 2002 году сериал имел кроссовер с «Скорая помощь», чтобы повысить рейтинги. В 2004 году, в ходе пятого сезона, сериал был перенесен с понедельника на пятницу, где и транслировался вплоть до финала год спустя. В ходе последнего сезона сериал собирал чуть более девяти миллионов зрителей еженедельно.

## Обзор сезонов
| Сезон | Сезон | Эпизоды | Дата показа      | Дата показа    | Рейтинг Нильсона | Рейтинг Нильсона       |
| Сезон | Сезон | Эпизоды | Премьера         | Финал          | Ранк             | Зрители США (миллионы) |
| ----- | ----- | ------- | ---------------- | -------------- | ---------------- | ---------------------- |
|       | 1     | 22      | 23 сентября 1999 | 22 мая 2000    |                  | 14.79                  |
|       | 2     | 22      | 2 октября 2000   | 21 мая 2001    | 46               | 16.80                  |
|       | 3     | 22      | 15 октября 2001  | 13 мая 2002    | 38               | 15.29                  |
|       | 4     | 22      | 30 сентября 2002 | 28 апреля 2003 | 36               | 14.85                  |
|       | 5     | 22      | 29 сентября 2003 | 7 мая 2004     | 62               | 15.35                  |
|       | 6     | 22      | 17 сентября 2004 | 6 мая 2005     | 55               | 15.22                  |